# 伊利爾坦
36°30′29″N 4°24′15″E / 36.50806°N 4.40417°E

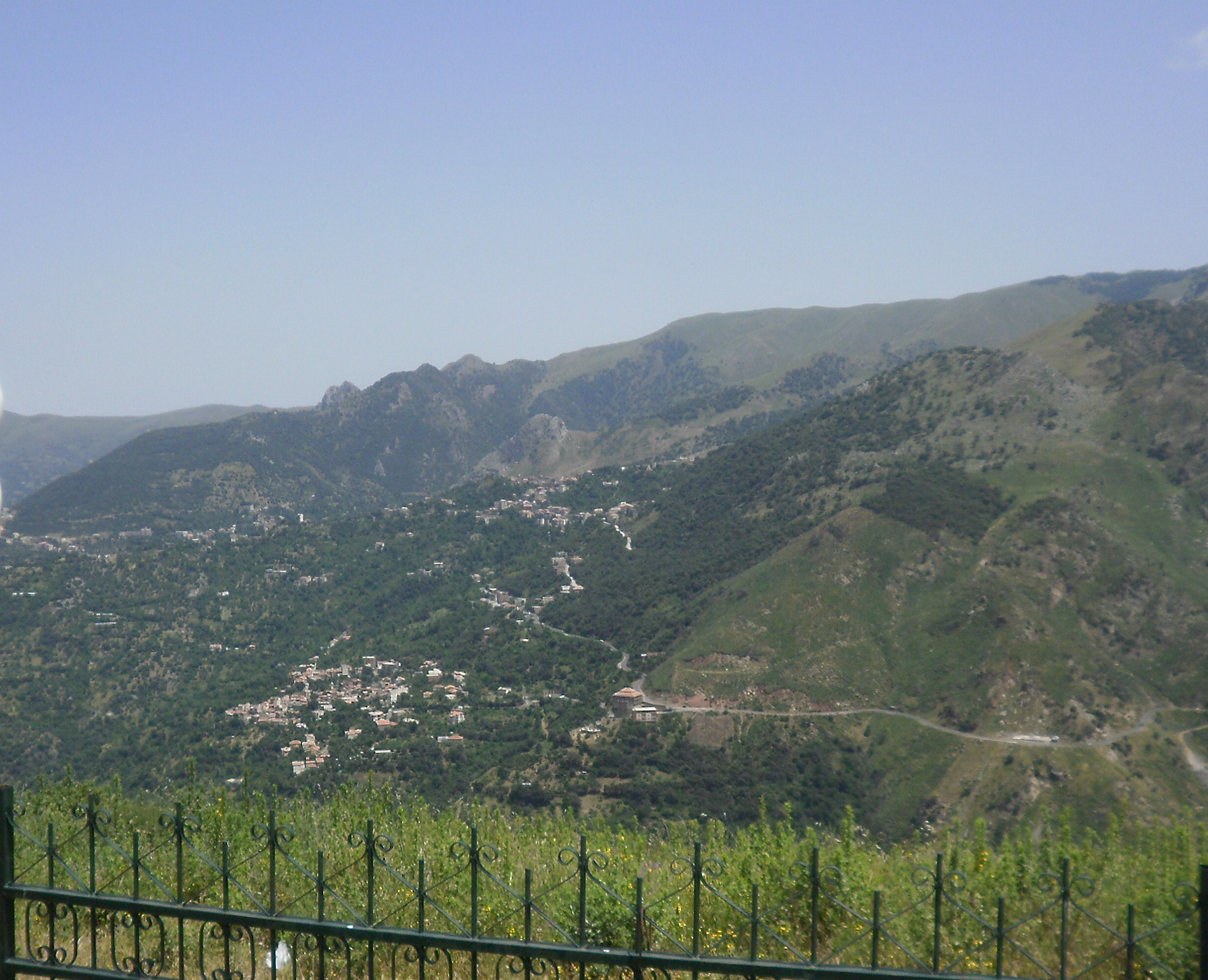
伊利爾坦

伊利爾坦（阿拉伯语：‎），是阿爾及利亞的城鎮，位於該國北部提濟烏祖省，由伊費爾胡南區負責管轄，面積27平方公里，2008年人口12,000，人口密度每平方公里447人。